# Sébastien Ogier
Sébastien Ogier (* 17. Dezember 1983 in Gap) ist ein französischer Rallyefahrer. 2008 gewann der gelernte Skilehrer den Titel der Rallye-Juniorenweltmeisterschaft in einem Citroën C2 S1600. Für die nächsten beiden Saisons wurde ihm von Citroën Racing  ein C4 World Rally Car zur Verfügung gestellt. In der Saison 2011 war er Stamm-Werksfahrer im Citroën Total World Rally Team und fuhr einen Citroën DS3 WRC. Von Saison 2013 bis 2016 nahm Ogier für Volkswagen Motorsport mit einem VW Polo R WRC an der Rallye-Weltmeisterschaft teil. In den Jahren 2013 bis 2016 wurde er jeweils Weltmeister. 2017 wechselte er zu M-Sport und gewann 2017 und 2018 zwei weitere WM-Titel.

## Karriere

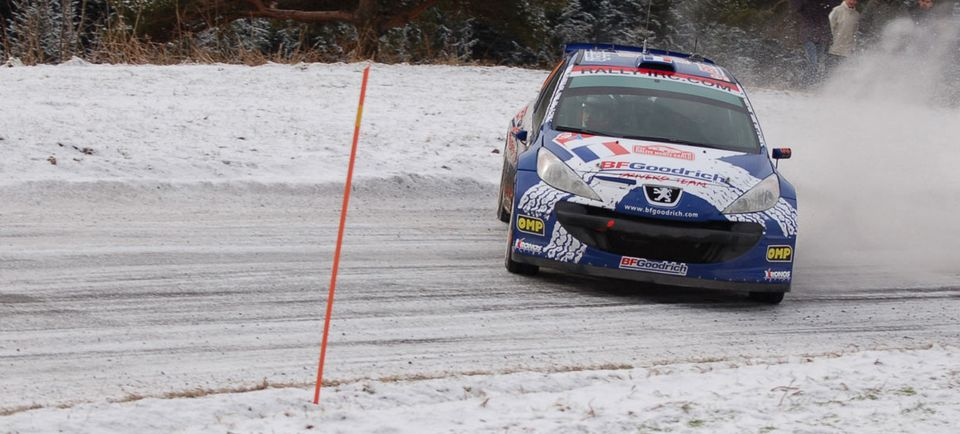
Ogier fährt im Peugeot 207 S2000 bei der Rallye Monte Carlo 2009 zum Sieg

Ogier gewann 2007 den französischen Peugeot 206 Cup.

### 2008 JWRC-Titel
Im Jahr 2008 startete er in der Rallye-Juniorenweltmeisterschaft im Rahmen der Rallye-Weltmeisterschaft auf einem Citroën C2. Dort gewann er nicht nur seine Debütrallye, sondern errang als erster JWRC-Fahrer einen WM-Punkt und sicherte sich am Ende der Saison auch den Titel. Als Belohnung zum Titelgewinn erhielt er bei der Rallye Wales 2008 die Chance, einen Citroën C4 WRC zu fahren. Dort gewann er gleich seine erste Wertungsprüfung in einem WRC-Wagen, womit er bei seinem ersten Einsatz in einem WRC-Fahrzeug die Führung der Rallye übernahm, bis ihn Getriebeprobleme in der Wertung wieder zurückfallen ließen.

### 2009 Junior-Team
Für die Saison 2009 erhielt Ogier einen Vertrag im neu gegründeten Citroën Junior Team. In diesem Team war er erfolgreicher Junior-Fahrer. Bei Teilnahmen an zwölf Rallyes schied er zwar bei vier Läufen aus, erreichte aber sechs Mal die Punkteränge. Sein bestes Ergebnis war ein zweiter Gesamtrang bei der Rallye Griechenland. Seine 13 Wertungsprüfungsbestzeiten deuteten auf sein Talent hin. Zudem hatte Ogier bei seinem ersten Gastauftritt bei der Intercontinental Rally Challenge (IRC) aufhorchen lassen. Er hatte die, in dieser Saison das erste Mal zur IRC gehörende, Rallye Monte Carlo in einem Peugeot 207 S2000 gewonnen.

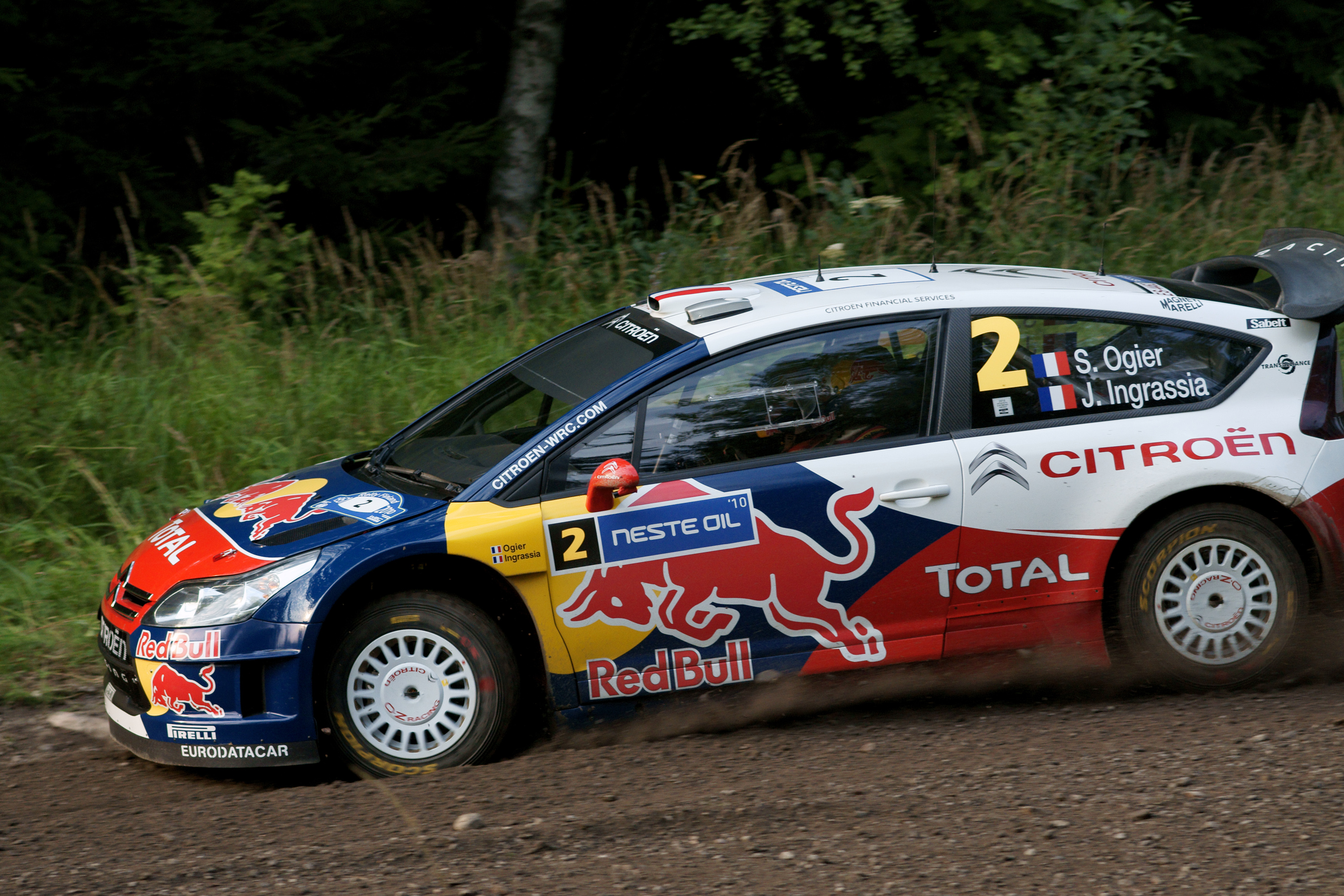
Ogier wird bei seinem ersten Einsatz im Werks-Citroën C4 WRC bei der Rallye Finnland 2010 Gesamtzweiter

### 2010 Juniorteam und Werksfahrer
Ogier fuhr Anfang 2010 wie auch der ehemalige Formel-1-Weltmeister Kimi Räikkönen im Citroën Junior Team. Bei der Rallye Portugal errang er seinen ersten Gesamtsieg. Weil er auf Schotteruntergrund konkurrenzfähiger war als der Citroën Total WRT-Werksfahrer Dani Sordo, wurde er von Citroën bei den letzten drei Schotterrallyes der Saison als Werksfahrer eingesetzt. In Finnland belegte er den zweiten Platz. Danach folgte die auf Asphalt ausgetragene Rallye Deutschland, die er für das Junior Team bestritt und als Gesamtdritter das Ziel erreichte. Bei der auf Schotter ausgetragenen Rallye Japan errang er seinen zweiten Gesamtsieg in der Rallye-Weltmeisterschaft. Bei den Asphaltrallyes in Frankreich und Spanien belegte er den sechsten und den zehnten Platz. Bei der als Saisonabschluss ausgetragenen Rallye Großbritannien reiste er als Zweiter in der WM-Punktetabelle an. Er schied dort, an dritter Stelle liegend, wegen eines Unfalls aus und rutschte in der Weltmeisterschaft auf den vierten Platz zurück.

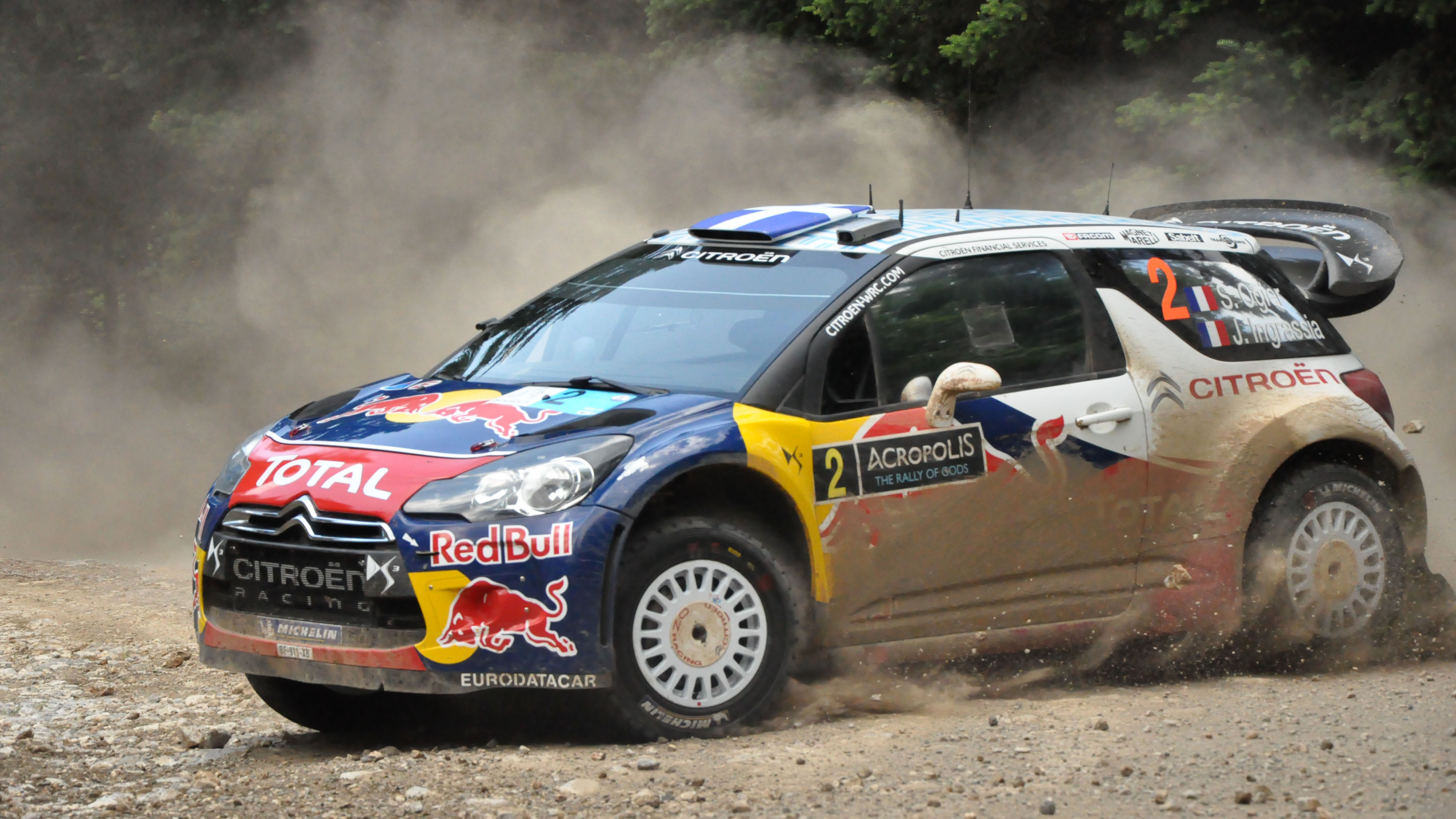
Ogier holt sich im Citroën DS3 WRC bei der Rallye Griechenland 2011 seinen fünften Sieg

### 2011 Werksfahrer im DS3 WRC
Im Jahr 2011 wechselte Ogier nun als Stammfahrer in das Citroën Total World Rally Team und startet, gemeinsam mit seinem Teamkollegen und siebenfachen Rallyeweltmeister, Sébastien Loeb, mit einem Citroën DS3 WRC in der Rallye-Weltmeisterschaft. Bei der Rallye Schweden 2011, welche sich durch heftigen Schneefall und viele Reifenschäden auszeichnete, erreichte er als schnellster Citroën-Pilot, direkt vor dem ehemaligen Rallyeweltmeister Petter Solberg, seinem eigenen Teamkollegen Loeb und dem an achter Stelle abschließenden Kimi Räikkönen, als Vierter das Ziel. Bei dieser Rallye sicherte er sich, als erster Fahrer in der WM-Geschichte, die drei Bonuspunkte der Power-Stage. Bei der zweiten Rallye der Saison in Mexiko kam es zu einem Duell um den Sieg zwischen Loeb und Ogier. Mehrfach wechselte die Gesamtführung zwischen ihnen. Letztlich schied Ogier auf der 20. von 22 Wertungsprüfungen aus, als er mit einem großen Stein kollidierte und sich dabei die Radaufhängung schwer beschädigte. Am 27. März gewann Ogier, beim dritten Lauf 2011, die Rallye Portugal 2011 zum zweiten Mal und holte den dritten Gesamtsieg seiner Karriere. Dies stellte auch den ersten Doppelsieg des Jahres für Citroën dar. Bei der nächsten Rallye, am 16. April 2011, gewann er bei der Rallye Jordanien seine vierte Rallye bei einem Weltmeisterschaftslauf und zusätzlich die Power-Stage, so erhielt er als erster Fahrer die volle Anzahl von 28 zu erreichenden Punkten bei einer Rallye. Bei der, als fünfter Lauf der Rallye-Weltmeisterschaft ausgetragenen, Rallye Sardinien, die Ogier nach eigenen Aussagen „noch nie mochte“, fand er keinen Rhythmus und wurde Vierter in der Gesamtwertung. Bei der darauf folgenden Rallye Argentinien lag er mit 43,7 Sekunden Vorsprung vor Loeb in Führung, überschlug sich mit seinem Fahrzeug auf der 16. von 19 Wertungsprüfungen, setzte das Rennen mit dem schwer beschädigten Fahrzeug fort (z. B.: keine Servolenkung) und erreichte als Dritter das Ziel. Bei der als Nächstes ausgetragenen Rallye Griechenland gewann Ogier, nachdem er sich aus taktischen Gründen zwei Mal hatte zurückfallen lassen, um eine günstigere Startposition am nächsten Tag zu haben, vor seinem Teamkollegen Sébastien Loeb sowohl die Gesamtwertung als auch die Power-Stage und errang somit als einziger Fahrer zum zweiten Mal 28 Punkte der Fahrer-Weltmeisterschaft. Die Rallye Finnland beendete Ogier nach einem Reifenschaden auf dem dritten Gesamtrang. Nach seinem ersten Sieg bei einer Asphalt-Rallye, der Rallye Deutschland 2011, übernahm Ogier hinter seinem Teamkollegen den zweiten Platz in der Fahrerweltmeisterschaft. Durch diesen Erfolg wurde Citroën zum erfolgreichsten Hersteller in der Geschichte der Rallye-Weltmeisterschaft.
Bei der nächsten ausgetragenen Rallye Australien hatte der in Führung liegende Loeb auf der vierten Wertungsprüfung einen fünffachen Überschlag. Als erstes Fahrzeug auf der Strecke, mit zwei Sekunden Vorsprung auf seinen Teamkollegen, verglich Loeb seine und die Zwischenzeiten der ihm Nachfolgenden am Display und bremste vor einer Rechtskurve zu wenig. Die Führung ging an Ogier über. In dieser Situation hätte er die Möglichkeit die WM-Führung zu erlangen. Ogier verunfallte aber während der sechsten Wertungsprüfung. Auf der durch Regen extrem schlammigen und rutschigen Schotterstrecke kam er von der Fahrbahn ab und kollidierte mit einem Baum. Beide Fahrer und Beifahrer blieben unverletzt. Die Gesamtführung ging an die Ford-Werkspiloten Mikko Hirvonen und Jari-Matti Latvala über. Über Nacht konnten die beiden DS3 WRCs repariert und startbereit gemacht werden. Unter Superally-Reglement startete Ogier mit 20 Minuten Zeitstrafe vom sechzehnten Startplatz und Loeb mit 30 Strafminuten als einundzwanzigster in den nächsten Tag. Latvala übernahm auf der ersten Wertungsprüfung des Tages die Führung von seinem Teamkollegen. Es wirkte so als ob Loeb das erste Mal seit der Rallye Griechenland 2009 keine WM-Punkte-Platzierung erreichen würde. Ogiers Chancen auf WM-Punkte standen besser. Bis zur vorletzten Wertungsprüfung des nächsten Tages änderten sich die Positionen der ersten drei Fahrer nicht. Ogier hatte sich mittlerweile bis an den neunten Gesamtrang vorgearbeitet und die Chance den achten Platz vom langsameren PWRC-Fahrzeug vor ihm zu übernehmen war groß. Loeb war mittlerweile auf den zwölften Rang vorgefahren. In dieser Wertungsprüfung wurde sowohl von Ford als auch von Citroën eine, im Rallyesport erlaubte, Stallregie ausgegeben. Latvala hielt kurz vor dem Ziel an um Hirvonen 28 Sekunden und den Sieg zu schenken. Ogier kassierte bewusst ein 50 Sekunden Zeitstrafe, als er 5 Minuten zu spät in diese Wertungsprüfung startete und parkte dann neben der Strecke und verlor absichtlich zusätzlich über neun Minuten um Loeb einen WM-Punkt zu ermöglichen. Nach diesem Ford-Doppelsieg verkürzte Ford den Rückstand in der Marken-Weltmeisterschaft auf 62 Punkte. Mikko Hirvonen lag nun 15 Punkte hinter Loeb in der Fahrer-WM an zweiter Stelle und Ogier rutschte, mit einem Rückstand von 14 Punkten auf Hirvonen, auf den dritten Rang der Fahrer-Weltmeisterschaft zurück. Die Tatsache, dass das Citroën-Werksteam Ogiers möglichen achten Rang gegen einen zehnten Rang von Loeb tauschte, ließ darauf schließen, dass Ogier aus dem Kampf um die Fahrerweltmeisterschaft genommen wurde. Da Loeb bei der Rallye Frankreich ausschied, übernahm Ogier von ihm die Führung und gewann, nach mehrfachem Führungswechsel mit Dani Sordo und Petter Solberg, schließlich auch seinen fünften WM-Lauf der Saison. Somit sicherte er sich wieder den zweiten Rang in der Weltmeisterschaftstabelle und baute – im Alleingang – für sein Team den Vorsprung in der Herstellerwertung weiter aus. Nach dieser Rallye lag er in der WM-Wertung drei Punkte hinter seinem Teamkollegen. Loeb holte bei der nächsten ausgetragenen Rallye Katalonien den Sieg. Ogier hatte viel Pech bei dieser Rallye. Er hatte zwei Mal einen Reifenschaden und schied, wegen technischem Gebrechen, auf der vorletzten Prüfung endgültig aus. Mit 29 Punkten Rückstand, vor der letzten Rallye, konnte er nicht mehr auf den Weltmeistertitel hoffen. Sein Team gewann in Spanien vorzeitig den Hersteller-WM-Titel. Sein Teamkollege gewann in Wales den achten Fahrer-WM-Titel. Ogier beendete die dortige Rallye auf dem elften Platz, sicherte sich aber die drei Bonus-Punkte der Powerstage. Er beendete die Saison 2011 auf dem dritten WM-Gesamtrang.
Mitte 2011 verkündete die FIA die Abschaffung des – den WM-Führenden benachteiligenden – Startreihenfolgereglements. Daraufhin entschied sich Ogiers Teamkollege Loeb bei der Rallye-Weltmeisterschaft zu bleiben und verlängerte seinen Vertrag im Team. Der bis dahin als Loeb-Nachfolger geförderte und teilweise bevorzugte Ogier fühlte sich dadurch benachteiligt und wollte in ein Team, wo er gegen Loeb um die WM fahren konnte. Im November 2011 wurde bekanntgegeben, dass Ogiers Vertrag beendet wurde. Für die Saison 2012 verpflichtete das Citroën Total World Rally Team den langjährigen Fordwerksfahrer Mikko Hirvonen als neuen Nummer-2-Fahrer neben Loeb. Ogier hatte zu diesem Zeitpunkt noch keinen Vertrag mit einem anderen Team erhalten.

### Ab 2012 der Wechsel zu Volkswagen Motorsport
Einige Tage nach der Vertragsauflösung beim Citroën Total World Rally Team wurde von Volkswagen Motorsport bekannt gegeben, dass Ogier 2012 mit dem Škoda Fabia S2000, der sich mit dem Polo WRC Bodengruppe, Getriebe, Differentiale und Antriebsstrang teilt, an allen WM-Läufen teilnehmen wird. Es wurde ein Vertrag über drei Jahre unterzeichnet. Parallel wird Ogier in die Weiterentwicklung des VW World Rally Car mit einbezogen sein. Bei der Rallye Monte Carlo 2012 zeigte Ogier wieder auf, als er mit dem um eine Klasse schwächeren Škoda S2000 vom zwölften auf den vierten Gesamtrang vorfuhr und dabei einige World Rallye Cars hinter sich ließ. Auf der letzten Wertungsprüfung des ersten Tages schied er aber im Kampf um Platz fünf aus. Bei den anschließenden zehn Starts – in Neuseeland nahm er nicht teil – der Rallyesaison belegte Ogier zehnmal in Folge den Klassensieg. Auf Sardinien gelang es Ogier als erstem Fahrer überhaupt, mit einem S2000 Fahrzeug eine Wertungsprüfung zu gewinnen und damit der bis dahin unerreichte fünfte Gesamtplatz mit einem Fahrzeug dieser Klasse.

### Neun Siege und Fahrerweltmeister 2013
In bestechender Form pilotierte Sébastien Ogier den neuen Volkswagen Polo R WRC durch die Rallye-Weltmeisterschaft 2013. Nur in Monte Carlo, Argentinien, Griechenland und Deutschland musste er den Sieg der Konkurrenz überlassen. Bereits im 11. Weltmeisterschaftslauf, in Frankreich, konnte Ogier den Titel fixieren. Im zweitletzten WM-Lauf, in Spanien, gewann Ogier zusammen mit seinen Teamkollegen Jari-Matti Latvala und Andreas Mikkelsen auch die Herstellerwertung für Volkswagen. Für Sébastien Ogier und seinen Beifahrer Julien Ingrassia eine äußerst erfolgreiche Saison 2013.

### Zweiter Weltmeistertitel 2014

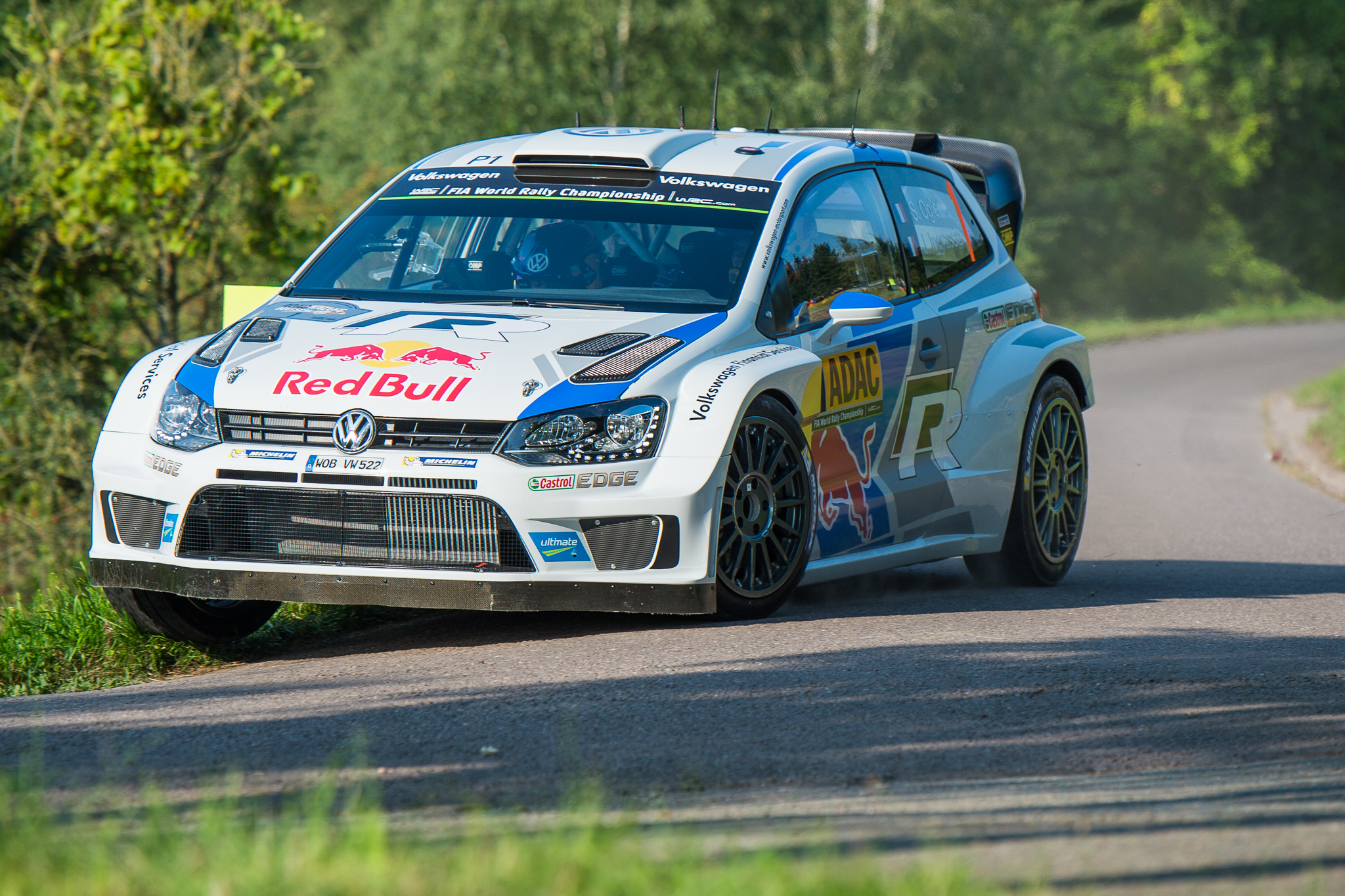
Die Weltmeister 2014 Sébastien Ogier/Julien Ingrassia

Mit acht Saisonsiegen fuhr Ogier/Ingrassia (Volkswagen Polo R WRC) zum zweiten Weltmeistertitel im Jahr 2014. Durch den Sieg bei der Rallye Katalonien stand Sebastien Ogier schon vor der dem letzten Saisonlauf der Rallye-Weltmeisterschaft 2014 in Großbritannien als Titelträger fest. Nach dem ersten Titel im Vorjahr gelang Ogier in dieser Saison die erfolgreiche Titelverteidigung. Vor ihm gelang es nur vier anderen Fahrern, den WM-Titel in der Rallye-Weltmeisterschaft in zwei aufeinander folgenden Jahren zu gewinnen (Juha Kankkunen 1986/87, Massimo Biasion 1988/89, Tommi Mäkinen 1996-99 und Sébastien Loeb 2004-12). Herausfordern konnte Ogier nur Teamkollege Jari-Matti Latvala, der vier Rallyes gewann. Für die übrigen Teams und Fahrer blieb nur ein Sieg übrig, Thierry Neuville gewann die Rallye Deutschland mit Hyundai.

### Dritter Weltmeistertitel 2015
Acht Siege und zwei zweite Ränge bei 13 Rallyes: Sébastien Ogier/Julien Ingrassia waren auch in der Saison 2015 in der Rallye-Weltmeisterschaft (WRC) eine Klasse für sich. Sie gewannen den dritten Weltmeistertitel in Folge. Und trotzdem hatte das Rallye-Jahr für Ogier einen Makel: «Ich wollte eine perfekte Saison hinlegen und das ist mir auch fast gelungen - bis auf den Fehler in Spanien». Bei der Rallye Spanien lag Ogier nach einer perfekten Fahrt klar auf Siegeskurs, landete dann aber in der letzten Wertungsprüfung, wenige Kilometer vor dem Ziel, mit dem Polo R WRC in den Leitplanken und schied aus. Einer der seltenen Fehler des dreimaligen Weltmeisters. Auf seine Teamkollegen, auf dem zweiten Jari-Matti Latvala und auf dem dritten Rang Andreas Mikkelsen, hatte Ogier bis zum Ende der Saison über 80 Weltmeisterschaftspunkte Vorsprung.

### Race of Champions
2011 gewann Ogier beim prestigeträchtigen Race of Champions (RoC), in der ESPRIT arena, den RoC-Titel, genannt „Champion of Champions“.

### Wechsel zu M-Sport 2017
Nach dem Ausstieg von Volkswagen Motorsport aus der Rallye-WM unterschrieb Ogier einen Vertrag mit M-Sport und wird in der Saison 2017 mit der neuen Generation des Fiesta WRC bei der Weltmeisterschaft an den Start gehen.

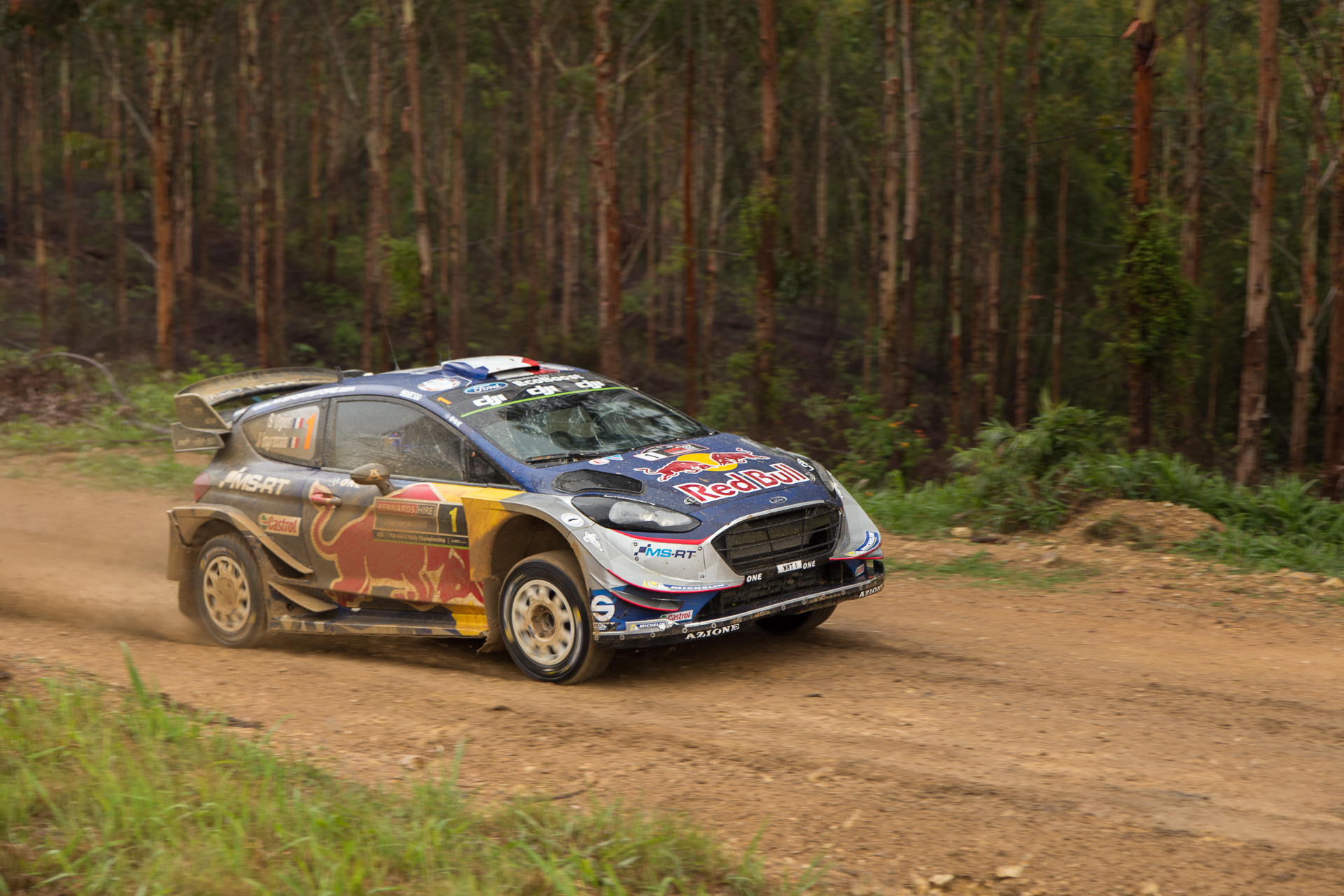
Ogier in Australia 2017

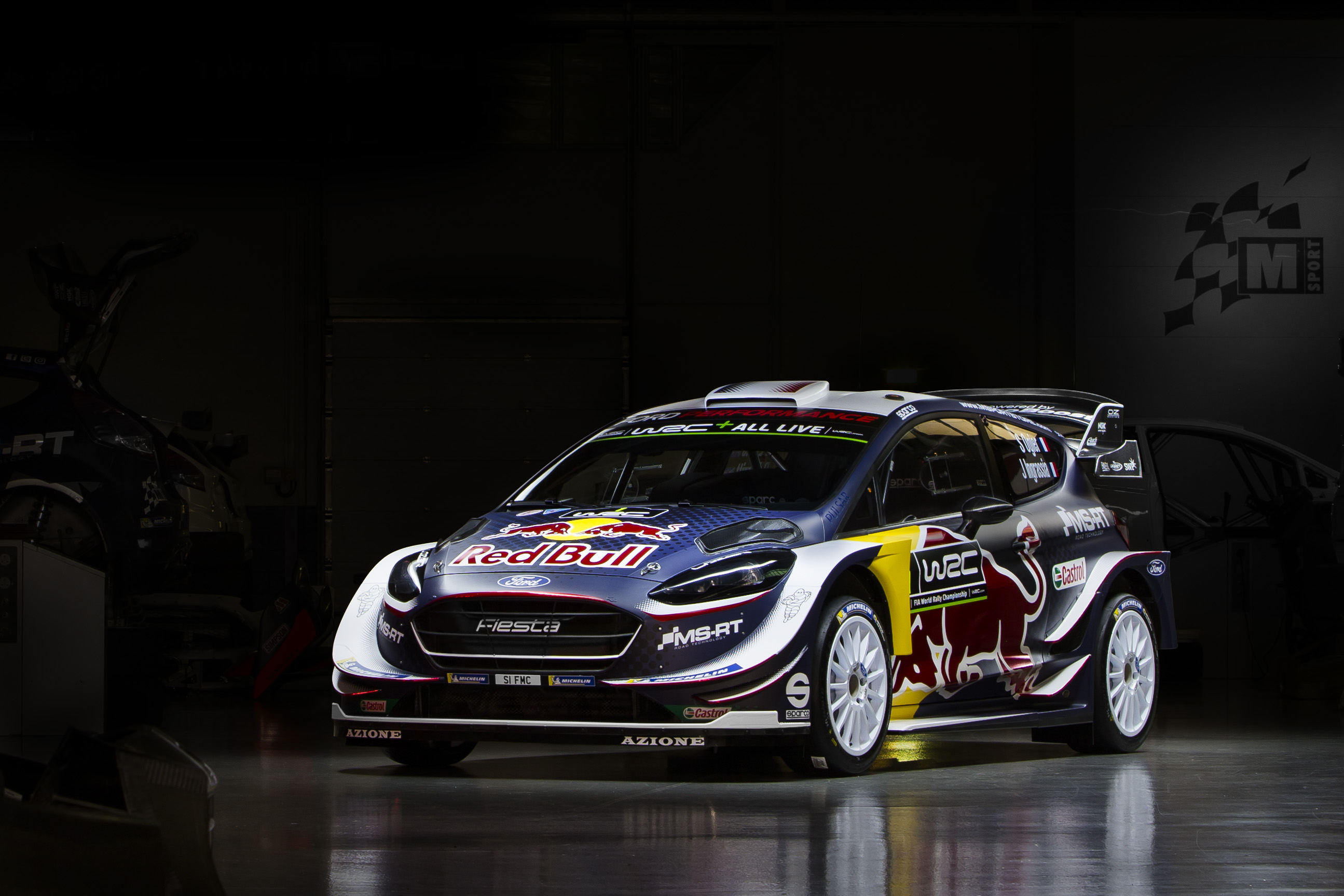
Ogiers Ford Fiesta WRC 2018

Er konnte gleich auf Anhieb die Rallye Monte Carlo gewinnen, dies stellte auch den ersten Sieg überhaupt für das M-Sport-Team da sowie den ersten Sieg für Ford nach dem Werksausstieg 2012. Obwohl er im restlichen Saisonverlauf nur noch die Rallye Portugal gewann, landete er oft auf dem Podium und konnte sich bereits im vorletzten Lauf den Titel sichern. Damit wurde Ogier der erste Fahrer seit Ari Vatanen im Jahre 1981, der auf Ford Weltmeister geworden war. Zudem gewann M-Sport auch die Konstrukteurs-Weltmeisterschaft. 2018 konnte Ogier den Titel erfolgreich verteidigen, der Konstrukteurstitel jedoch ging diesmal an Toyota. Auch die Rallye Monte Carlo gewann Ogier diesmal wieder und wurde der erste Fahrer, der diese Rallye fünfmal in Folge hatte gewinnen können.

### Rückkehr zu Citroën 2019
Am Saisonende 2018 verkündete Ogier seine Rückkehr zum Citroën-Team, das 2018 hinter den Erwartungen zurückgeblieben war. Ogier konnte gleich die erste Rallye der Saison, die Rallye Monte Carlo gewinnen. Es war sein siebter Sieg bei dieser Rallye, damit zieht er in dieser Statistik mit Loeb gleich. Den Titel, der an Ott Tänak ging, konnte er jedoch nicht mehr verteidigen. Er wurde WM-Dritter, Neuville abermals Vizeweltmeister.

### Wechsel zum Werksteam von Toyota 2020

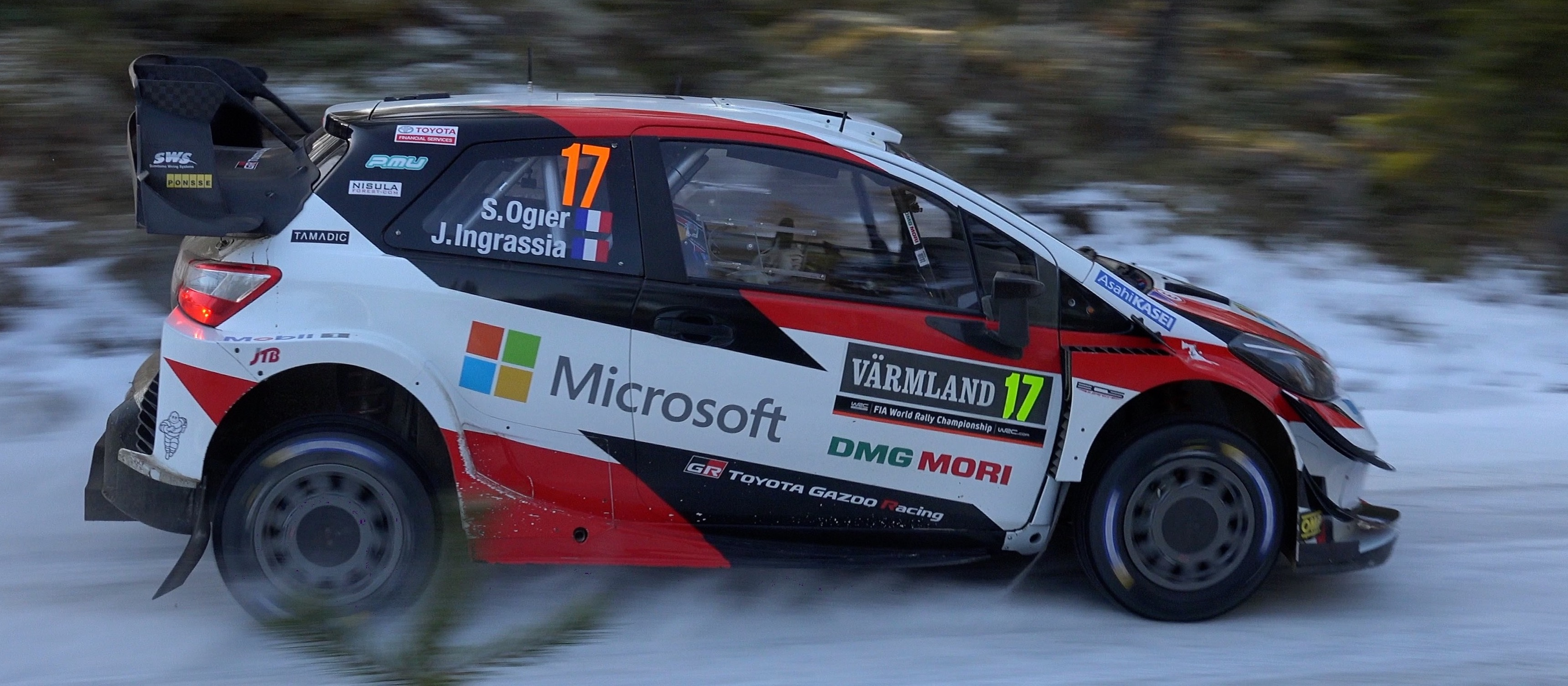
Ogier und Ingrassia im Toyota Yaris WRC bei der Rally Schweden 2020

Nach dem Werksausstieg von Citroën aus der obersten Rallye-Klasse WRC auf das Saisonende 2019 unterschrieben Ogier und Beifahrer Ingrassia beim Toyota Werksteam. Dort feierten sie bei der Rallye Mexiko den ersten Sieg mit dem Toyota Yaris WRC. Nach einer auf sieben Rallyes verkürzten Saison 2020 wegen Covid-19, konnten Ogier/Ingrassia ihren siebten Weltmeistertitel feiern. Der achte WM-Titel folgte im Jahr 2021. Auf das Saisonende 2021 gab Co-Pilot Julien Ingrassia seinen Rücktritt bekannt. Ogier hingegen fuhr ausgewählte Rallyes 2022 und 2023 für Toyota ohne seinen gewohnten Beifahrer, mit dem er 54 Weltmeisterschaftsläufe gewann.

## Privatleben
Seit 2014 ist Ogier mit der deutschen Moderatorin Andrea Kaiser verheiratet. Im Juni 2016 kam der gemeinsame Sohn Tim in München auf die Welt.

## Statistik

### Erfolge
- 2024: 4. Gesamtrang in der Weltmeisterschaft (zehn Rallys gefahren)
- 2023: 5. Gesamtrang in der Weltmeisterschaft (acht Rallys gefahren)
- 2022: 6. Gesamtrang in der Weltmeisterschaft (sechs Rallys gefahren)
- 2021: 1. Gesamtrang in der Weltmeisterschaft
- 2020: 1. Gesamtrang in der Weltmeisterschaft
- 2019: 3. Gesamtrang in der Weltmeisterschaft
- 2018: 1. Gesamtrang in der Weltmeisterschaft
- 2017: 1. Gesamtrang in der Weltmeisterschaft
- 2016: 1. Gesamtrang in der Weltmeisterschaft
- 2015: 1. Gesamtrang in der Weltmeisterschaft
- 2014: 1. Gesamtrang in der Weltmeisterschaft
- 2013: 1. Gesamtrang in der Weltmeisterschaft
- 2012: 10. Gesamtrang in der Weltmeisterschaft
- 2011: 3. Gesamtrang in der Weltmeisterschaft
- 2010: 4. Gesamtrang in der Weltmeisterschaft
- 2009: 8. Gesamtrang in der Weltmeisterschaft
- 2008: FIA Junior World Rally Champion
- 2007: Gewinner des französischen Peugeot 206 Cup

### WRC-Siege
| Nr. | Saison | Rallye                | Co-Pilot         | Fahrzeug              |
| --- | ------ | --------------------- | ---------------- | --------------------- |
| 1   | 2010   | Rallye Portugal       | Julien Ingrassia | Citroën C4 WRC        |
| 2   | 2010   | Rallye Japan          | Julien Ingrassia | Citroën C4 WRC        |
| 3   | 2011   | Rallye Portugal       | Julien Ingrassia | Citroën DS3 WRC       |
| 4   | 2011   | Rallye Jordanien      | Julien Ingrassia | Citroën DS3 WRC       |
| 5   | 2011   | Rallye Griechenland   | Julien Ingrassia | Citroën DS3 WRC       |
| 6   | 2011   | Rallye Deutschland    | Julien Ingrassia | Citroën DS3 WRC       |
| 7   | 2011   | Rallye Frankreich     | Julien Ingrassia | Citroën DS3 WRC       |
| 8   | 2013   | Rallye Schweden       | Julien Ingrassia | Volkswagen Polo R WRC |
| 9   | 2013   | Rallye Mexiko         | Julien Ingrassia | Volkswagen Polo R WRC |
| 10  | 2013   | Rallye Portugal       | Julien Ingrassia | Volkswagen Polo R WRC |
| 11  | 2013   | Rallye Sardinien      | Julien Ingrassia | Volkswagen Polo R WRC |
| 12  | 2013   | Rallye Finnland       | Julien Ingrassia | Volkswagen Polo R WRC |
| 13  | 2013   | Rallye Australien     | Julien Ingrassia | Volkswagen Polo R WRC |
| 14  | 2013   | Rallye Frankreich     | Julien Ingrassia | Volkswagen Polo R WRC |
| 15  | 2013   | Rallye Spanien        | Julien Ingrassia | Volkswagen Polo R WRC |
| 16  | 2013   | Rallye Großbritannien | Julien Ingrassia | Volkswagen Polo R WRC |
| 17  | 2014   | Rallye Monte Carlo    | Julien Ingrassia | Volkswagen Polo R WRC |
| 18  | 2014   | Rallye Mexiko         | Julien Ingrassia | Volkswagen Polo R WRC |
| 19  | 2014   | Rallye Portugal       | Julien Ingrassia | Volkswagen Polo R WRC |
| 20  | 2014   | Rallye Sardinien      | Julien Ingrassia | Volkswagen Polo R WRC |
| 21  | 2014   | Rallye Polen          | Julien Ingrassia | Volkswagen Polo R WRC |
| 22  | 2014   | Rallye Australien     | Julien Ingrassia | Volkswagen Polo R WRC |
| 23  | 2014   | Rallye Spanien        | Julien Ingrassia | Volkswagen Polo R WRC |
| 24  | 2014   | Rallye Großbritannien | Julien Ingrassia | Volkswagen Polo R WRC |
| 25  | 2015   | Rallye Monte Carlo    | Julien Ingrassia | Volkswagen Polo R WRC |
| 26  | 2015   | Rallye Schweden       | Julien Ingrassia | Volkswagen Polo R WRC |
| 27  | 2015   | Rallye Mexiko         | Julien Ingrassia | Volkswagen Polo R WRC |
| 28  | 2015   | Rallye Sardinien      | Julien Ingrassia | Volkswagen Polo R WRC |
| 29  | 2015   | Rallye Polen          | Julien Ingrassia | Volkswagen Polo R WRC |
| 30  | 2015   | Rallye Deutschland    | Julien Ingrassia | Volkswagen Polo R WRC |
| 31  | 2015   | Rallye Australien     | Julien Ingrassia | Volkswagen Polo R WRC |
| 32  | 2015   | Rallye Großbritannien | Julien Ingrassia | Volkswagen Polo R WRC |
| 33  | 2016   | Rallye Monte Carlo    | Julien Ingrassia | Volkswagen Polo R WRC |
| 34  | 2016   | Rallye Schweden       | Julien Ingrassia | Volkswagen Polo R WRC |
| 35  | 2016   | Rallye Deutschland    | Julien Ingrassia | Volkswagen Polo R WRC |
| 36  | 2016   | Rallye Korsika        | Julien Ingrassia | Volkswagen Polo R WRC |
| 37  | 2016   | Rallye Katalonien     | Julien Ingrassia | Volkswagen Polo R WRC |
| 38  | 2016   | Rallye Großbritannien | Julien Ingrassia | Volkswagen Polo R WRC |

| Nr. | Saison | Rallye                | Co-Pilot         | Fahrzeug               |
| --- | ------ | --------------------- | ---------------- | ---------------------- |
| 39  | 2017   | Rallye Monte Carlo    | Julien Ingrassia | Ford Fiesta WRC        |
| 40  | 2017   | Rallye Portugal       | Julien Ingrassia | Ford Fiesta WRC        |
| 41  | 2018   | Rallye Monte Carlo    | Julien Ingrassia | Ford Fiesta WRC        |
| 42  | 2018   | Rallye Mexiko         | Julien Ingrassia | Ford Fiesta WRC        |
| 43  | 2018   | Rallye Korsika        | Julien Ingrassia | Ford Fiesta WRC        |
| 44  | 2018   | Rallye Großbritannien | Julien Ingrassia | Ford Fiesta WRC        |
| 45  | 2019   | Rallye Monte Carlo    | Julien Ingrassia | Citroën C3 WRC         |
| 46  | 2019   | Rallye Mexiko         | Julien Ingrassia | Citroën C3 WRC         |
| 47  | 2019   | Rallye Türkei         | Julien Ingrassia | Citroën C3 WRC         |
| 48  | 2020   | Rallye Mexiko         | Julien Ingrassia | Toyota Yaris WRC       |
| 49  | 2020   | Rallye Monza          | Julien Ingrassia | Toyota Yaris WRC       |
| 50  | 2021   | Rallye Monte Carlo    | Julien Ingrassia | Toyota Yaris WRC       |
| 51  | 2021   | Rallye Kroatien       | Julien Ingrassia | Toyota Yaris WRC       |
| 52  | 2021   | Rallye Monza          | Julien Ingrassia | Toyota Yaris WRC       |
| 53  | 2021   | Rallye Safari         | Julien Ingrassia | Toyota Yaris WRC       |
| 54  | 2021   | Rallye Monza          | Julien Ingrassia | Toyota Yaris WRC       |
| 55  | 2022   | Rallye Katalonien     | Benjamin Veillas | Toyota GR Yaris Rally1 |
| 56  | 2023   | Rallye Monte Carlo    | Vincent Landais  | Toyota GR Yaris Rally1 |
| 57  | 2023   | Rallye Mexiko         | Vincent Landais  | Toyota GR Yaris Rally1 |
| 58  | 2023   | Rallye Safari         | Vincent Landais  | Toyota GR Yaris Rally1 |
| 59  | 2024   | Rallye Kroatien       | Vincent Landais  | Toyota GR Yaris Rally1 |
| 60  | 2024   | Rallye Portugal       | Vincent Landais  | Toyota GR Yaris Rally1 |
| 61  | 2024   | Rallye Finnland       | Vincent Landais  | Toyota GR Yaris Rally1 |
| 62  | 2025   | Rallye Monte Carlo    | Vincent Landais  | Toyota GR Yaris Rally1 |
| 63  | 2025   | Rallye Portugal       | Vincent Landais  | Toyota GR Yaris Rally1 |
| 64  | 2025   | Rallye Italien        | Vincent Landais  | Toyota GR Yaris Rally1 |

### Einzelergebnisse WRC
| Jahr | Team                     | Fahrzeug               | 1   | 2   | 3   | 4   | 5   | 6   | 7   | 8   | 9   | 10  | 11  | 12  | 13  | 14  | 15  | Punkte | Rang |
| ---- | ------------------------ | ---------------------- | --- | --- | --- | --- | --- | --- | --- | --- | --- | --- | --- | --- | --- | --- | --- | ------ | ---- |
| 2008 | Equipe de France FFSA    | Citroën C2 S1600       | MON | SWE | MEX | ARG | JOR | ITA | GRE | TUR | FIN | DEU | NZL | ESP | FRA | JPN | GBR | 1      | 21   |
| 2008 | Equipe de France FFSA    | Citroën C2 S1600       |     |     | 8   |     | 11  | 22  |     |     |     | 19  |     | DNF | 20  |     |     | 1      | 21   |
| 2008 | Sébastien Ogier          | Citroën C2 R2          |     |     |     |     |     |     |     |     |     |     |     |     |     |     |     | 1      | 21   |
| 2008 | Sébastien Ogier          | Citroën C2 R2          |     |     |     |     |     | 35  |     |     |     |     |     |     |     |     |     | 1      | 21   |
| 2008 | Equipe de France FFSA    | Citroën C4 WRC         |     |     |     |     |     |     |     |     |     |     |     |     |     |     |     | 1      | 21   |
| 2008 | Equipe de France FFSA    | Citroën C4 WRC         |     |     |     |     |     |     |     |     |     |     | 26  |     |     |     |     | 1      | 21   |
| 2009 | Citroën Junior Team      | Citroën C4 WRC         | IRL | NOR | CYP | POR | ARG | ITA | GRE | POL | FIN | AUS | ESP | GBR |     |     |     | 24     | 8    |
| 2009 | Citroën Junior Team      | Citroën C4 WRC         | 6   | 10  | DNF | 17  | 7   | DNF | 2   | DNF | 6   | 5   | 5   | DNF |     |     |     | 24     | 8    |
| 2010 | Citroën Junior Team      | Citroën C4 WRC         | SWE | MEX | JOR | TUR | NZL | POR | BUL | FIN | DEU | JPN | FRA | ESP | GBR |     |     | 167    | 4    |
| 2010 | Citroën Junior Team      | Citroën C4 WRC         | 5   | 3   | 6   | 4   | 2   | 1   | 4   |     | 3   |     | 6   | 10  |     |     |     | 167    | 4    |
| 2010 | Citroën Total WRT        | Citroën C4 WRC         |     |     |     |     |     |     |     |     |     |     |     |     |     |     |     | 167    | 4    |
| 2010 |                          | Citroën C4 WRC         |     |     |     |     |     |     | 2   |     | 1   |     |     | DNF |     |     |     | 167    | 4    |
| 2011 | Citroën World Rally Team | Citroën DS3 WRC        | SWE | MEX | POR | JOR | ITA | ARG | GRE | FIN | DEU | AUS | FRA | ESP | GBR |     |     | 196    | 3    |
| 2011 | Citroën World Rally Team | Citroën DS3 WRC        | 4   | DNF | 1   | 1   | 4   | 3   | 1   | 3   | 1   | 11  | 1   | DNF | 11  |     |     | 196    | 3    |
| 2012 | Volkswagen Motorsport    | Škoda Fabia S2000      | MON | SWE | MEX | POR | ARG | GRE | NZL | FIN | DEU | GBR | FRA | ITA | ESP |     |     | 41     | 10   |
| 2012 | Volkswagen Motorsport    | Škoda Fabia S2000      | DNF | 11  | 8   | 7   | 7   | 7   |     | 10  | 6   | 12  | 11  | 5   | DNF |     |     | 41     | 10   |
| 2013 | Volkswagen Motorsport    | Volkswagen Polo R WRC  | MON | SWE | MEX | POR | ARG | GRE | ITA | FIN | DEU | AUS | FRA | ESP | GBR |     |     | 290    | 1    |
| 2013 | Volkswagen Motorsport    | Volkswagen Polo R WRC  | 2   | 1   | 1   | 1   | 2   | 10  | 1   | 1   | 17  | 1   | 1   | 1   | 1   |     |     | 290    | 1    |
| 2014 | Volkswagen Motorsport    | Volkswagen Polo R WRC  | MON | SWE | MEX | POR | ARG | ITA | POL | FIN | DEU | AUS | FRA | ESP | GBR |     |     | 267    | 1    |
| 2014 | Volkswagen Motorsport    | Volkswagen Polo R WRC  | 1   | 6   | 1   | 1   | 2   | 1   | 1   | 2   | DNF | 1   | 11  | 1   | 1   |     |     | 267    | 1    |
| 2015 | Volkswagen Motorsport    | Volkswagen Polo R WRC  | MON | SWE | MEX | ARG | POR | ITA | POL | FIN | DEU | AUS | FRA | ESP | GBR |     |     | 263    | 1    |
| 2015 | Volkswagen Motorsport    | Volkswagen Polo R WRC  | 1   | 1   | 1   | 17  | 2   | 1   | 1   | 2   | 1   | 1   | 15  | DNF | 1   |     |     | 263    | 1    |
| 2016 | Volkswagen Motorsport    | Volkswagen Polo R WRC  | MON | SWE | MEX | ARG | POR | ITA | POL | FIN | DEU | CHN | FRA | ESP | GBR | AUS |     | 268    | 1    |
| 2016 | Volkswagen Motorsport    | Volkswagen Polo R WRC  | 1   | 1   | 2   | 2   | 3   | 3   | 6   | 24  | 1   | C   | 1   | 1   | 1   | 2   |     | 268    | 1    |
| 2017 | M-Sport World Rally Team | Ford Fiesta RS WRC     | MON | SWE | MEX | FRA | ARG | POR | ITA | POL | FIN | DEU | ESP | GBR | AUS |     |     | 232    | 1    |
| 2017 | M-Sport World Rally Team | Ford Fiesta RS WRC     | 1   | 3   | 2   | 2   | 4   | 1   | 5   | 3   | DNF | 3   | 2   | 3   | 4   |     |     | 232    | 1    |
| 2018 | M-Sport World Rally Team | Ford Fiesta RS WRC     | MON | SWE | MEX | FRA | ARG | POR | ITA | FIN | DEU | TUR | GBR | ESP | AUS |     |     | 219    | 1    |
| 2018 | M-Sport World Rally Team | Ford Fiesta RS WRC     | 1   | 10  | 1   | 1   | 4   | 21  | 2   | 5   | 4   | 10  | 1   | 2   | 5   |     |     | 219    | 1    |
| 2019 | Citroën WRT              | Citroën C3 WRC         | MON | SWE | MEX | FRA | ARG | CHL | POR | ITA | FIN | DEU | TUR | GBR | ESP | AUS |     | 217    | 3    |
| 2019 | Citroën WRT              | Citroën C3 WRC         | 1   | 29  | 1   | 2   | 3   | 2   | 3   | 41  | 5   | 7   | 1   | 3   | 8   | C   |     | 217    | 3    |
| 2020 | Toyota GR WRT            | Toyota Yaris WRC       | MON | SWE | MEX | EST | TUR | ITA | ITA |     |     |     |     |     |     |     |     | 122    | 1    |
| 2020 | Toyota GR WRT            | Toyota Yaris WRC       | 2   | 4   | 1   | 3   | DNF | 3   | 1   |     |     |     |     |     |     |     |     | 122    | 1    |
| 2021 | Toyota GR WRT            | Toyota Yaris WRC       | MON | ARC | KRO | POR | ITA | KEN | EST | BEL | GRE | FIN | ESP | ITA |     |     |     | 230    | 1    |
| 2021 | Toyota GR WRT            | Toyota Yaris WRC       | 1   | 20  | 1   | 3   | 1   | 1   | 4   | 5   | 3   | 5   | 4   | 1   |     |     |     | 230    | 1    |
| 2022 | Toyota GR WRT            | Toyota GR Yaris Rally1 | MON | SWE | KRO | POR | ITA | KEN | EST | FIN | BEL | GRE | NZL | ESP | JPN |     |     | 97     | 6    |
| 2022 | Toyota GR WRT            | Toyota GR Yaris Rally1 | 2   |     |     | 51  |     | 4   |     |     |     |     | 2   | 1   | 4   |     |     | 97     | 6    |
| 2023 | Toyota GR WRT            | Toyota GR Yaris Rally1 | MON | SWE | MEX | KRO | POR | ITA | KEN | EST | FIN | GRE | CHI | EUR | JPN |     |     | 133    | 5.   |
| 2023 | Toyota GR WRT            | Toyota GR Yaris Rally1 | 1   |     | 1   | 5   |     | 14  | 1   |     |     | 10  |     | 4   | 2   |     |     | 133    | 5.   |
| 2024 | Toyota GR WRT            | Toyota GR Yaris Rally1 | MON | SWE | KEN | KRO | POR | ITA | POL | LVA | FIN | GRE | CHI | EUR | JPN |     |     | 191    | 4.   |
| 2024 | Toyota GR WRT            | Toyota GR Yaris Rally1 | 2   |     |     | 1   | 1   | 2   | WD  | 2   | 1   | 16  | 36  | DNF | 2   |     |     | 191    | 4.   |
| 2025 | Toyota GR WRT            | Toyota GR Yaris Rally1 | MON | SWE | KEN | ESP | POR | ITA | GRE | EST | FIN | PAR | CHI | EUR | JPN | SAU |     | 141    | 3    |
| 2025 | Toyota GR WRT            | Toyota GR Yaris Rally1 | 1   |     |     | 2   | 1   | 1   | 2   |     |     |     |     |     |     |     |     | 141    | 3    |

| Legende  | Legende            | Legende                                                          |
| Farbe    | Abkürzung          | Bedeutung                                                        |
| -------- | ------------------ | ---------------------------------------------------------------- |
| Gold     | –                  | Sieg                                                             |
| Silber   | –                  | 2. Platz                                                         |
| Bronze   | –                  | 3. Platz                                                         |
| Grün     | –                  | Platzierung in den Punkten                                       |
| Blau     | –                  | Klassifiziert außerhalb der Punkteränge                          |
| Violett  | DNF                | Rennen nicht beendet (did not finish)                            |
| Violett  | NC                 | nicht klassifiziert (not classified)                             |
| Rot      | DNQ                | nicht qualifiziert (did not qualify)                             |
| Rot      | DNPQ               | in Vorqualifikation gescheitert (did not pre-qualify)            |
| Schwarz  | DSQ                | disqualifiziert (disqualified)                                   |
| Weiß     | DNS                | nicht am Start (did not start)                                   |
| Weiß     | WD                 | zurückgezogen (withdrawn)                                        |
| Hellblau | PO                 | nur am Training teilgenommen (practiced only)                    |
| Hellblau | TD                 | Freitags-Testfahrer (test driver)                                |
| ohne     | DNP                | nicht am Training teilgenommen (did not practice)                |
| ohne     | INJ                | verletzt oder krank (injured)                                    |
| ohne     | EX                 | ausgeschlossen (excluded)                                        |
| ohne     | DNA                | nicht erschienen (did not arrive)                                |
| ohne     | C                  | Rennen abgesagt (cancelled)                                      |
| ohne     | keine WM-Teilnahme |                                                                  |
| sonstige | P/fett             | Pole-Position                                                    |
| sonstige | 1/2/3/4/5/6/7/8    | Punktplatzierung im Sprint-/Qualifikationsrennen                 |
| sonstige | SR/kursiv          | Schnellste Rennrunde                                             |
| sonstige | *                  | nicht im Ziel, aufgrund der zurückgelegten Distanz aber gewertet |
| sonstige | ()                 | Streichresultate                                                 |
| sonstige | unterstrichen      | Führender in der Gesamtwertung                                   |

### Le-Mans-Ergebnisse
| Jahr | Team                      | Fahrzeug | Teamkollege  | Teamkollege    | Platzierung | Ausfallgrund |
| ---- | ------------------------- | -------- | ------------ | -------------- | ----------- | ------------ |
| 2022 | Richard Mille Racing Team | Oreca 07 | Lilou Wadoux | Charles Milesi | Rang 13     |              |

### Einzelergebnisse in der FIA-Langstrecken-Weltmeisterschaft
| Saison | Team                      | Rennwagen | 1   | 2   | 3   | 4   | 5   | 6   |
| ------ | ------------------------- | --------- | --- | --- | --- | --- | --- | --- |
| 2022   | Richard Mille Racing Team | Oreca 07  | SEB | SPA | LEM | MON | FUJ | BAH |
| 2022   | Richard Mille Racing Team | Oreca 07  | 15  | 14  | 13  |     |     |     |